# Thomas West (3e baron De La Warr)
Pour les articles homonymes, voir Thomas West, West et Delaware (homonymie).
Thomas West, baron De La Warr, (9 juillet 1577 – 7 juin 1618) est un gouverneur anglais de la colonie de Virginie sous Jacques Ier d'Angleterre. Il est le fils de Thomas West, 2e baron De La Warr et son épouse Anne Knollys, elle-même fille de Catherine Carey (Lady Knollys) ; faisant de lui un arrière-petit-fils de Mary Boleyn et possiblement d'Henri VIII.
Après avoir été élève au Queen's college à Oxford (mais sans diplôme), il fit un voyage en Italie avec son cousin, fils de son parrain Sir Thomas Shirley, un fameux corsaire. Il épousa à Londres le 25 novembre 1596 la fille de ce dernier, Cecilia Shirley, qui lui donna six filles et un fils. Il fut élu membre de la Chambre des Communes (à Steyning, comme son beau-père) pendant quelques mois (1697-98). Il servit ensuite dans l'armée, peut-être aux Pays-Bas en combattant les Espagnols, puis contre les rebelles irlandais (bataille d'Arklow, 30 juin 1699), sous les ordres de son cousin Robert Devereux, 2nd comte d'Essex, où il fit preuve de méthodes expéditives. Il fut fait chevalier durant cette campagne (12 juillet), qui fut malgré tout un échec, Essex ayant dû traiter avec l'adversaire, ce qui occasionna sa disgrâce. Thomas West devint baron De La Warr à la mort de son père (24 mars 1602).
Après avoir été suspecté et brièvement incarcéré, puis innocenté lors de la révolte du comte d'Essex (qui fut décapité le 25 février 1601), il devint membre du conseil privé de la reine Elizabeth, puis du roi Jacques. En novembre 1606, il investit 500 livres dans la Virginia Company of London et fut nommé membre du Conseil royal de la colonie.
Le roi Jacques ayant été informé de la situation critique où se trouvait la nouvelle implantation de Jamestown, fondée en 1607, révoqua le Conseil royal, accorda des pouvoirs plus importants à la Compagnie, et entérina son choix de  Thomas West (plus tard connu sous le nom de Lord Delaware) comme gouverneur à vie et capitaine général de la Virginie (28 février 1610). La London Company organisa rapidement une nouvelle mission d'approvisionnement, formée de plusieurs navires. Ils partirent de Londres le 1er avril 1610 et parvinrent à destination début juin.
Il arriva juste à temps pour empêcher l'abandon de la colonie par ses habitants, qui avaient déjà rembarqué, en les interceptant sur la rivière James. Parmi eux se trouvait un commerçant du nom de John Rolfe (celui-là même qui devait épouser la princesse Pocahontas), qui introduisit la culture du tabac, laquelle allait rapidement devenir une des principales ressources des colons. West instaura une discipline de type militaire, ce qui lui valut de nombreuses récriminations, et mena une rigoureuse et sanglante campagne contre les Algonquins, qui cependant ne mit pas fin à la guerre (elle s'interrompit provisoirement  en 1614). Assurément, sa reprise en main fut bénéfique à la colonie, qui ne se trouva plus en danger de disparaître. De santé fragile, il dut quitter la Virginie dès mars 1611 mais sans renoncer à son titre de gouverneur. Il justifia son départ prématuré et son œuvre dans une publication, The Relation of the Right Honourable the Lord De La-Warre, Lord Governour and Captaine Generall of the Colonie, Planted in Virginea.
Il tenta de retourner en Virginie en 1618, mais mourut en cours de route à bord du Neptune, peut-être en vue des côtes américaines ; l'un de ses serviteurs affirma que son corps fut ramené et enterré en Virginie, mais le lieu est ignoré. Deux de ses frères, Francis et John, furent également gouverneurs, l'un en 1627-29, l'autre en 1635-37. A cette époque, la Compagnie avait été dissoute (24 mai 1624), et la Virginie était revenue sous l'autorité de la Couronne.
On a depuis donné par reconnaissance leur nom à un fleuve prenant sa source dans l'État de New York, le Delaware, et à un État des États-Unis, le Delaware.